# سوق الحريم (فلم)
سوق الحريم هو فيلم مصري من إنتاج سنة 1969، من بطولة صلاح ذو الفقار ومريم فخر الدين، من تأليف سعد الدين وهبة، وإخراج يوسف مرزوق، وإنتاج وتوزيع المؤسسة المصرية العامة للسينما.

## ملخص القصة
يبوح المحامي ماهر لصديقيه المحاميين محمود وعصام عن سر ثرائه . فيرشدهما إلى محكمة الأحوال الشخصية. حيث يختار الشخص ضحيته منها فيتزوجها لميراثها. فيتعرف محمود بمحكمة مصر الجديدة على علية، التي تمتلك مائة فدانٍ، ويتولى قضية النزاع التي ترفعها. وكذلك يتعرف عصام على فريدة، بمحكمة الزمالك، التي تمتلك مائة فدانٍ أيضًا، فيتولى قضيتها، يتزوج الصديقان من الوارثتين، وتتفجر المفاجآت الواحدة تلو الأخرى.

## طاقم التمثيل

### بطولة
- صلاح ذو الفقار
- مريم فخر الدين
- سميحة أيوب
- عبد المنعم إبراهيم

### بالاشتراك مع
- عبد المنعم مدبولي
- أبو بكر عزت
- حسن حسني
- حسن مصطفي
- رجاء يوسف
- عبد السلام محمد
- أحمد الجزيري
- محمد شوقي
- حسين إسماعيل
- عبد المنعم بسيوني
- عباس رحمي
- أحمد ناصر
- وسيلة حسين
- زيزي مصطفى
- هالة الصافي

## وصلات خارجية
- مقالات تستعمل روابط فنية بلا صلة مع ويكي بيانات